# Altenberg (Saksonia)

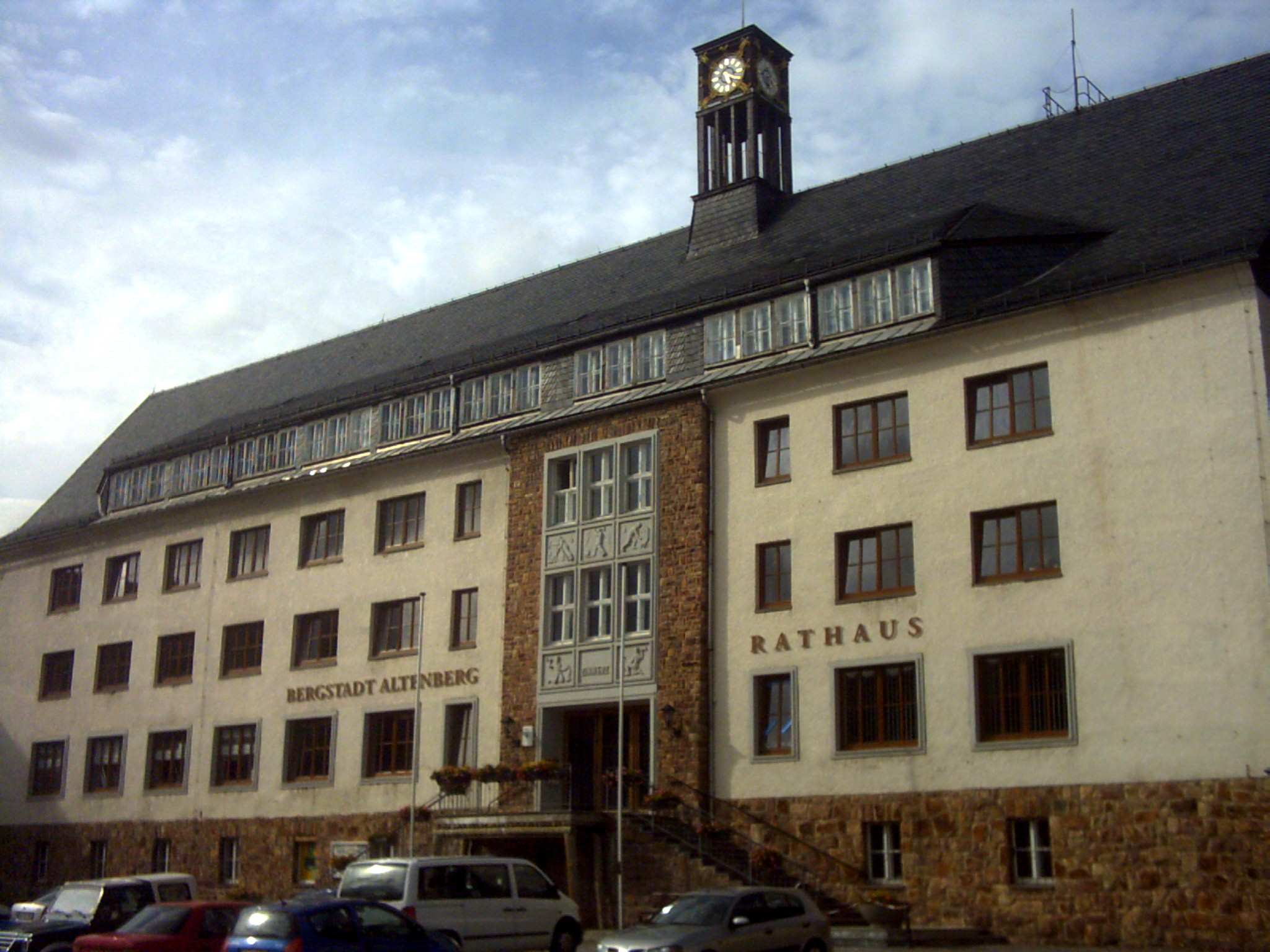
Ratusz

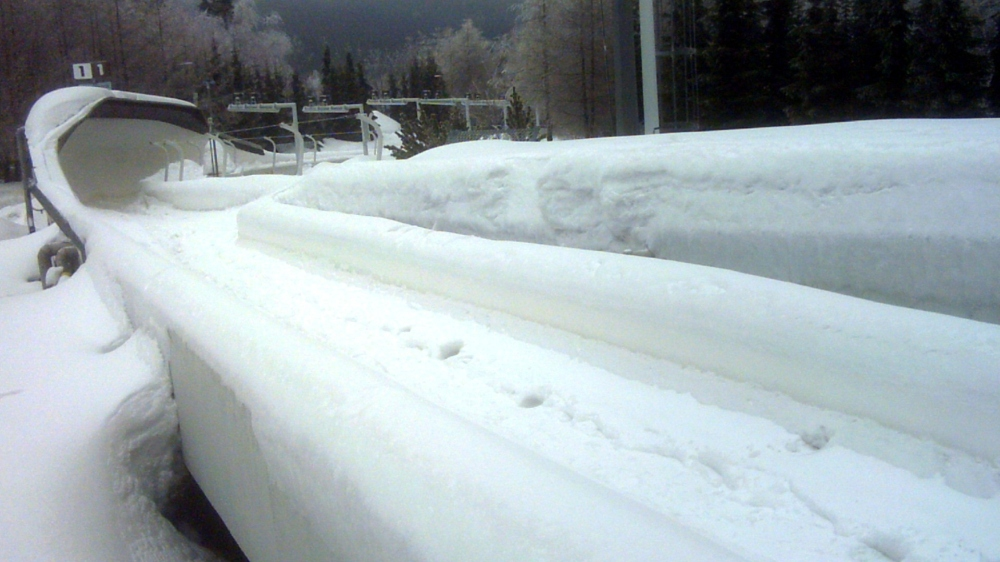
Tor bobslejowy

Altenberg – miasto w Niemczech, w kraju związkowym Saksonia, w okręgu administracyjnym Drezno. w powiecie Sächsische Schweiz-Osterzgebirge, siedziba wspólnoty administracyjnej Altenberg. Do 31 lipca 2008 miasto należało do powiatu Weißeritz.
1 stycznia 2011 do miasta przyłączono miasto Geising
Altenberg leży ok. 40 km na południe od Drezna, ok. 4 km od granicy z Czechami na trasie do czeskich Cieplic. Przez miasto przebiega droga krajowa B170.

## Współpraca
Miejscowości partnerskie:
- Auggen, Badenia-Wirtembergia (kontakty utrzymuje dzielnica Schellerhau)
- Fürstenstein, Bawaria (kontakty utrzymuje dzielnica Fürstenwalde)
- Košťany, Czechy
- Krupka, Czechy (kontakty utrzymuje dzielnica Geising)
- Liebenau, Austria (kontakty utrzymuje dzielnica Liebenau)
- Liebenau, Dolna Saksonia (kontakty utrzymuje dzielnica Liebenau)
- Liebenau, Hesja (kontakty utrzymuje dzielnica Liebenau)
- Schiltach, Badenia-Wirtembergia (kontakty utrzymuje dzielnica Geising)
- Sulz am Neckar, Badenia-Wirtembergia
- Zimmern ob Rottweil, Badenia-Wirtembergia (kontakty utrzymuje dzielnica Bärenburg)